# 北九州市道路公社
北九州市道路公社（きたきゅうしゅうしどうろこうしゃ）は、かつて北九州市を設立団体としていた地方道路公社。

## 沿革
- 2005年（平成17年）11月1日 - 設立
- 2006年（平成18年）4月1日 - 若戸大橋を北九州市から移管
- 2012年（平成24年）9月15日 - 若戸トンネル供用開始
- 2018年（平成30年）12月1日 - 若戸大橋・若戸トンネルともに無料開放[1]
- 2019年（令和元年）7月31日 - 解散

## かつて管理していた有料道路
- 若戸大橋
- 若戸トンネル（新若戸道路）

両道路とも2018年12月1日午前0時をもって無料開放された。北九州市道路公社は回数券払戻業務等を終えると同時に解散した。